# Graphic Novels voor de Leeslijst
Graphic Novels voor de Leeslijst (2018) is een Nederlandse leeslijst bestaande uit het literaire stripverhaal, samengesteld door de toenmalige Stripmaker des Vaderlands Margreet de Heer samen met Bas Schuddeboom en Willard Mans. De lijst is uitgeven als gids en biedt een overzicht van ruim vijftig Nederlandse en Vlaamse beeldverhaal die zijn opgenomen op de leeslijst van het Nederlands onderwijs. De gids bevat complete beschrijvingen per beeldverhaal en enkele vragen, om een aanzet te geven tot discussie in de klas.

## Overzicht van titels
| titel                                                        | auteur(s)                                            | uitgever                | jaar |
| ------------------------------------------------------------ | ---------------------------------------------------- | ----------------------- | ---- |
| De allerlaatste tijger                                       | Michaël Olbrechts                                    | Oogachtend              | 2014 |
| Als je je niks verbeeldt dan ben je niks                     | Gerrie Hondius                                       | Nijgh & Van Ditmar      | 2000 |
| Het amusement                                                | Brecht Evens                                         | Oogachtend              | 2018 |
| Andy                                                         | Typex                                                | Scratch                 | 2018 |
| Binnenskamers                                                | Tim Enthoven                                         | Bries                   | 2011 |
| Burn-out dagboek                                             | Maaike Hartjes                                       | Nijgh & Van Ditmar      | 2018 |
| Dansen op de vulkaan                                         | Floor de Goede                                       | Oog & Blik              | 2012 |
| Door zonder familie                                          | Gerrit de Jager                                      | Oog & Blik              | 2013 |
| Doorsnee                                                     | Phaedra Derhore                                      | Oogachtend              | 2018 |
| Familieziek                                                  | Peter van Dongen en Adriaan van Dis                  | Scratch                 | 2017 |
| Gewonde stad                                                 | Gerolf Van de Perre en Johanna Spaey                 | De Bezige Bij           | 2014 |
| Heel erg anders                                              | Shiuan-Wen Chu                                       | Xtra                    | 2013 |
| Helden van de Tour                                           | Jan Cleijne                                          | Oog & Blik              | 2013 |
| Herinneringen, mijn jeugd op de puinhopen van het derde rijk | Rudolf Kahl                                          | Xtra                    | 2010 |
| Hotel Dorado                                                 | Floor van het Nederend en Pepijn Lanen               | Ambo                    | 2018 |
| Hubert                                                       | Ben Gijsemans                                        | Oogachtend              | 2014 |
| Iedereen op Claudia                                          | Sam Peeters                                          | Scratch                 | 2017 |
| Iris                                                         | Thé Tjong-Khing en Lo Hartog van Banda               | Sherpa                  | 2018 |
| Jan van Scorel                                               | Paul Teng en Jan Paul Schutten                       | Centraal Museum Utrecht | 2013 |
| Jaren van de Olifant                                         | Willy Linthout                                       | Meulenhoff              | 2009 |
| Jheronimus                                                   | Marcel Ruijters                                      | Lecturis                | 2015 |
| Kraut                                                        | Peter Pontiac                                        | Podium                  | 2000 |
| KSX                                                          | Roel Venderbosch                                     | De Harmonie             | 2015 |
| Het Lege Nest                                                | Peter de Wit                                         | De Harmonie             | 2011 |
| De maagd en de neger                                         | Judith Vanistendael                                  | Oog & Blik              | 2007 |
| Mama?                                                        | Iris de Groot                                        | Idegro (eigen beheer)   | 2015 |
| De Man van Nu                                                | Hanco Kolk en Kim Duchateau                          | De Harmonie             | 2016 |
| Mao's mussen                                                 | Dirk-Jan Hoek                                        | Oog & Blik              | 2013 |
| Om mekaar in Dokkum                                          | Guido van Driel                                      | Oog & Blik              | 2005 |
| Het Mirakel van Vierves                                      | Inne Haine                                           | Oogachtend              | 2014 |
| Het onzienbare en andere verhalen                            | Erik Kriek                                           | Oog & Blik              | 2012 |
| Op weg en reis                                               | Liesbeth Labeur                                      | Cossee                  | 2017 |
| Passionate Journey                                           | Frans Masereel                                       | Dover Publications      | 2007 |
| Paris                                                        | Maarten Vande Wiele, Erika Raven en Peter Moerenhout | Oogachtend              | 2010 |
| Peking                                                       | Fred de Heij, Peter Mennen en Ger van Wulften        | Xtra                    | 2014 |
| SGF                                                          | Simon Spruyt                                         | Silvester               | 2009 |
| Slaapkoppen                                                  | Randall C                                            | Oogachtend              | 2007 |
| Spotters                                                     | Michiel van de Pol                                   | Scratch                 | 2016 |
| Stad van klei                                                | Milan Hulsing                                        | Oog & Blik              | 2011 |
| Sugar, leven als kat                                         | Serge Baeken                                         | Blloan                  | 2014 |
| De teloorgang van oude Knudde                                | Dick Matena                                          | Uitgeverij Personalia   | 2009 |
| De terugkeer van de wespendief                               | Aimée de Jongh                                       | Scratch                 | 2014 |
| Tibet                                                        | Mark Hendriks                                        | Scratch                 | 2015 |
| Van Istanbul naar Bagdad                                     | Hanco Kolk en Arnon Grunberg                         | Podium                  | 2010 |
| Verzamelde herinneringen                                     | Erik de Graaf                                        | Oog & Blik              | 2005 |
| Vincent                                                      | Barbara Stok                                         | Nijgh & Van Ditmar      | 2012 |
| Vincent van Gogh                                             | Teun Berserik                                        | Oog & Blik              | 2012 |
| De wake                                                      | Nanne Meulendijks en Ronald Giphart                  | Podium                  | 2013 |
| Wills kracht                                                 | Willem Ritstier                                      | SubQ                    | 2017 |
| WOK                                                          | Jeroen Steenhouwer                                   | Syndikaat               | 2007 |
| Wol                                                          | Aart Taminiau                                        | Oog & Blik              | 2016 |
| De wraak van Bakame                                          | Jeroen Janssen en Pieter van Oudheusden              | Oogachtend              | 2010 |
| Zen zonder meester                                           | Frenk Meeuwsen                                       | Sherpa                  | 2017 |
| Zonder filter                                                | Robert van Raffe                                     | Oog & Blik              | 2014 |
| Het Zotte Geweld                                             | Joris Vermassen                                      | Vrijdag                 | 2014 |